# David Gray (cantautore)
David Peter Gray (Sale, 13 giugno 1968) è un cantautore britannico.

## Biografia
Nato a Sale (Grande Manchester), è gallese di adozione in quanto cresciuto a Solva. Nel 1992 pubblica il primo singolo per un'etichetta sussidiaria della Virgin Records. I primi due album del cantautore sono datati rispettivamente 1993 e 1994 e permettono a Gray di conquistare una certa popolarità nell'ambiente folk nazionale, ma non hanno un riscontro molto positivo dal punto di vista commerciale.
Il suo terzo album Sell, Sell, Sell, pubblicato nel 1996, è il primo e unico pubblicato dalla EMI.
Nel 1998 pubblica in maniera indipendente White Ladder, che viene ristampato nel 2000 con successo, grazie alla rivalutazione di Dave Matthews che lo scrittura nella sua etichetta statunitense ATO Records. Dopo la seconda pubblicazione dell'album infatti, questo ha raggiunto le posizioni alte delle classifiche irlandesi e britanniche ed ha avuto molto successo anche negli Stati Uniti. Gray si è guadagnato una nomination ai Grammy Awards 2002 nella categoria miglior artista esordiente. Tra i singoli promozionali vi sono This Year's Love e Babylon.
Nel febbraio 2001 pubblica il quinto album in studio, Lost Songs 95-98, contenente vecchi brani inediti.
Segue una raccolta di brani acustici che propone le canzoni pubblicate come singoli (e le corrispondenti B-sides) inserite nei primi due dischi del cantautore.
Nell'ottobre 2002 pubblica invece A New Day at Midnight. Anche questo disco, pubblicato dalla East West Records, raggiunge la vetta della Official Albums Chart trascinato dai singoli The Other Side e Be Mine.
Nel 2004 realizza la colonna sonora del film A Way of Life. 
Dopo circa tre anni pubblica il suo settimo album, pubblicato dalla Atlantic Records ed intitolato Life in Slow Motion. Il disco esce nel settembre 2005 ed è l'ultimo registrato con lo storico collaboratore Craig McClune. Anche questo disco raggiunge la vetta delle classifiche britanniche e irlandesi.
Nell'agosto 2007 mette in commercio un album di cover registrate live tra il 2001 ed il 2007 e prodotto da Marius De Vries. Il titolo A Thousand Miles Behind è tratto da un verso di una canzone di Bob Dylan (One Too Many Mornings) interpretata da Gray nel disco stesso.
Segue il Greatest Hits, contenente anche due inediti. Il successivo album in studio esce solo nel settembre 2009 anticipato dal singolo Fugitive e intitolato Draw the Line.
Nell'agosto 2010 pubblica il suo nono album studio, edito dalla Polydor.
Il 17 giugno 2014 pubblica il suo decimo album, Mutineers, registrato negli Church Studios di Londra e prodotto da Andy Barlow (Lamb)

## Vita privata
Sposatosi nel 1993 con Olivia, è cognato di Phil e Paul Hartnoll degli Orbital.

## Discografia
Tra parentesi è indicato il numero relativo alla posizione massima raggiunta nella Official Albums Chart

### Album in studio
- 1993 – A Century Ends
- 1994 – Flesh
- 1996 – Sell, Sell, Sell (#92)
- 1998 – White Ladder (#1)
- 2001 – Lost Songs 95-98 (#7)
- 2002 – A New Day at Midnight (#1)
- 2005 – Life in Slow Motion (#1)
- 2009 – Draw the Line (#5)
- 2010 – Foundling (#18)
- 2014 – Mutineers
- 2019 – Gold in a Brass Age
- 2021 - Skellig
- 2025 - Dear Life (David Gray album)

### Album dal vivo
- 2007 – A Thousand Miles Behind
- 2023 – White Ladder Live

### Raccolte
- 2001 – The EPs 1992-1994 (#68)
- 2007 – Shine: The Best of the Early Years
- 2007 – Greatest Hits (#11)

### Cover in italiano
- 2013 – Libertà è la versione in italiano di Freedom, tradotta e cantata da Ron, pubblicata nell'album Way Out.

## Videografia
- 2001 - David Gray: Live
- 2006 - Live in Slow Motion